# Ментух Андрій Іванович
Андрій Іванович Ментух (11 грудня 1929, село Карів нині Сокальського району Львівської області) — український художник.

## Біографія
Народився 11 грудня 1929 р. в селі Карові Сокальського району Львівської області. Під час другої світової війни, після того, як радянська влада прийшла на Галичину у 1944 р., родичів Ментуха вивозили до Сибіру. 15-річному Андрію вдалося втекти через кордон на польську територію, до так званого Закерзоння. Він втратив праву руку та ушкодив ліву.
1946 р. розпочав мистецьку діяльність в редакції «Інформативних вістей», де займався художнім оформленням титульних аркушів та інших видань.
Внаслідок операції «Вісла», 1947 р. був переселений на територію Ольштинщини. Закінчив середню мистецьку школу в Ґдині 1959 р., вищу школу мистецтв у Ґданську (нині це Академія мистецтв) із званням магістра. Протягом 1964—1990 рр. працював доцентом Вищої мистецької школи і зробив великий внесок у виховання плеяди польських митців.
Ще перед появою Українського Суспільно-Культурного Товариства брав активну участь у творенні української громади в Ґданську. За «український націоналізм» польська безпека переслідувала його до 1984 р.
Незважаючи на політичний нагляд, робив сценографії на Фестивалі української культури в Сопоті, виконував декорації, творив портрети Тараса Шевченка, Івана Франка, Лесі Українки.
Оформив художньо п'ять «Українських календарів», до яких виконав титульні сторінки і календарі. У календарях розміщено 70 його робіт, серед яких 41 відтворюють портрети українських гетьманів, поетів, письменників. Все це виконував безкоштовно.
Після розпаду СРСР вперше взяв участь у виставці в Україні в Міжнародному бієнале «Імпреза» в Івано-Франківську. Там також 1989 р. був співголовою журі (з Е. Миськом). Андрій Ментух очолив друге (1991) і третє (1993 р.) бієнале. На 2-му бієнале отримав диплом Мистецького товариства «Шлях» зі Львова.

## Виставки
1991 р. виставляв роботи на виставці «Погляд» у Києві та організував виставки в Каневі, Черкасах, Дніпропетровську, Харкові. Організував 1993 р. у Києві виставку «Українська сучасність» і 1994 р. взяв участь у виставці «Хутір» у Львові та Хмельницькому, 1996 р. — у виставці «Хутір II» (Львів і Хмельницький), у липні-серпні 1997 р. презентував свій доробок в Одеському державному літературному музеї-галереї «Човен» та на виставці, присвяченій VI річниці Незалежності України, на виставці-фестивалю «Південний Хрест» і «Крізь віки» — галерея «Човен». Презентував свої роботи у Львівському осінньому салоні «Високий Замок» — протягом 1997-2001 рр. (виставка до Х річниці Незалежності України — Київ) та 2006—2007. У XXI ст. з ініціативи Андрія Бокотея, Андрія Ментуха і Андрія Чебикіна проводяться виставки «На Андрія» (13 грудня) у Львові та Києві. Окрім персональних виставок, Андрій Ментух брав участь у 36 збірних виставках художників України.
Майже всі картини А. Ментуха знаходяться в Україні. Три найкращі картини вже подарував Державному національному музею в Києві.

## Визнання
Андрій Ментух є лауреатом премії ім. Василя Стуса, почесним членом Спілки художників України.
Для здібних митців з України заснував премію «Ментуха» — місячне перебування у Ґданську в майстерні художника.
У 2018 став номінантом на здобуття Шевченківської премії, але лауреатом не став.
Кавалер ордена «За заслуги» 3-го ступеня (2019).
Про Андрія Ментуха письменниця Оксана Думанська написала книжку «Куди зникає час…». — Львів: Світ Дитини, 2009. — 120 с.